# Аніл Кумар (1971)
Аніл Кумар (англ. Anil Kumar; нар. 27 жовтня 1971) — індійський борець вільного стилю, дворазовий бронзовий призер чемпіонатів Співдружності, бронзовий призер Ігор Співдружності, чемпіон Південноазійських ігор, учасник Олімпійських ігор.

## Життєпис
У 1991 році став бронзовим призером чемпіонату світу серед кадетів.
Виступав за спортивний клуб поліції міста Соніпат, штат Хар'яна.
Його молодший брат Сандіп Кумар (нар. 1983) теж борець, представляв Австралію на літніх Олімпійських іграх 2008 року в Пекіні.

## Спортивні результати на міжнародних змаганнях

### Виступи на Олімпіадах
| Змагання                    | Збірна | Вагова категорія          | Місце |
| --------------------------- | ------ | ------------------------- | ----- |
| Літні Олімпійські ігри 1992 | Індія  | вільна боротьба, до 52 кг | 11    |

### Виступи на Чемпіонатах світу
| Змагання                        | Збірна | Вагова категорія          | Місце |
| ------------------------------- | ------ | ------------------------- | ----- |
| Чемпіонат світу з боротьби 1991 | Індія  | вільна боротьба, до 52 кг | 24    |

### Виступи на Чемпіонатах Азії
| Змагання                       | Збірна | Вагова категорія          | Місце |
| ------------------------------ | ------ | ------------------------- | ----- |
| Чемпіонат Азії з боротьби 1991 | Індія  | вільна боротьба, до 52 кг | 4     |
| Чемпіонат Азії з боротьби 1992 | Індія  | вільна боротьба, до 52 кг | 5     |

### Виступи на Чемпіонатах Співдружності
| Змагання                                | Збірна | Вагова категорія          | Місце  |
| --------------------------------------- | ------ | ------------------------- | ------ |
| Чемпіонат Співдружності з боротьби 1991 | Індія  | вільна боротьба, до 52 кг | Бронза |
| Чемпіонат Співдружності з боротьби 1993 | Індія  | вільна боротьба, до 52 кг | Бронза |

### Виступи на Іграх Співдружності
| Змагання                | Збірна | Вагова категорія          | Місце  |
| ----------------------- | ------ | ------------------------- | ------ |
| Ігри Співдружності 1991 | Індія  | вільна боротьба, до 52 кг | Бронза |

### Виступи на Південноазійських іграх
| Змагання                   | Збірна | Вагова категорія          | Місце  |
| -------------------------- | ------ | ------------------------- | ------ |
| Південноазійські ігри 1993 | Індія  | вільна боротьба, до 52 кг | Золото |

### Виступи на змаганнях молодших вікових груп
| Змагання                                      | Збірна | Вагова категорія          | Місце  |
| --------------------------------------------- | ------ | ------------------------- | ------ |
| Чемпіонат світу з боротьби серед кадетів 1991 | Індія  | вільна боротьба, до 47 кг | Бронза |